# Macrozamia heteromera
Macrozamia heteromera là một loài thực vật hạt trần trong họ Zamiaceae. Loài này được C.Moore mô tả khoa học đầu tiên năm 1884.